# Piz Alv (Bernina)
Pour les articles homonymes, voir Piz Alv.
Le piz Alv ou piz Bianco est un sommet secondaire de la chaîne de la Bernina. Situé sur le sommet du Biancograt il se trouve en Engadine dans les Grisons.
L'arête Nord, appelée Biancograt ou Crast Alva (les deux signifiant « arête blanche »), est la voie la plus célèbre pour atteindre le piz Alv ; cette voie est surnommée l'échelle du ciel. L'itinéraire débute à la cabane de Tschierva (2 584 m) dans le val Roseg, qui est accessible à partir de Pontresina. Puis le chemin continue jusqu'à la Fuorcla Prievlusa (3 430 m), puis sur une arête rocheuse, et enfin sur l'arête Bianco proprement dite qui aboutit au piz Alv.